# Eyebrow
Eyebrow is een plaats (village) in de Canadese provincie Saskatchewan en telt 135 inwoners (2006).